# Близькі стосунки
«Близькі стосунки» (англ. Close Relations) — американська короткометражна кінокомедія Рей Мак-Кері 1933 року з Роско Арбаклом в головній ролі.

## Сюжет
Молодий Вілбур Волт одержує лист від чоловіка, який, можливо, є його багатим дядьком. Здається, дядько вмирає, і шукає спадкоємців, щоб віддати свої статки. По дорозі до свого дядька, він починає бійку з людиною, яка, виявляється, його давно втраченим кузеном Гаррі, який також йде до дядька.

## У ролях
- Роско «Товстун» Арбакл — Вілбур Варт
- Чарльз Джуделс — дядько Езра Варт
- Мілдред Ван Дорн — медсестра
- Гаррі Шеннон — Гаррі Варт
- Шемп Говард — один з родичів
- Г'ю О'Коннелл — доктор Карвер
- Сюзанн Каарен — дівчина в депо
- Марджорі Майн — дівчина в депо